# Pio IX (kommun)
Pio IX är en kommun i Brasilien.   Den ligger i delstaten Piauí, i den östra delen av landet, 1 300 km nordost om huvudstaden Brasília. Antalet invånare är 17 693. Arean är 1 949 kvadratkilometer.
Terrängen i Pio IX är kuperad norrut, men söderut är den platt.
Följande samhällen finns i Pio IX:
- Pio IX

Omgivningarna runt Pio IX är huvudsakligen savann. Runt Pio IX är det glesbefolkat, med 9 invånare per kvadratkilometer.